# 猪名川町消防本部
猪名川町消防本部（いながわちょうしょうぼうほんぶ）は、兵庫県川辺郡猪名川町の消防部局（消防本部）。管轄区域は猪名川町全域。

## 概要
- 消防本部：兵庫県川辺郡猪名川町紫合字古津側山4-10
- 管内面積：90.41km2
- 職員定数：43人
- 消防署1カ所
- 主力機械（2024年5月1日現在）
  - 普通消防ポンプ自動車：3
  - 水槽付消防ポンプ自動車：1
  - はしご付消防自動車：1
  - 指揮車：1
  - 救急自動車：3
  - 救助工作車：1
  - 広報車：1
  - 資機材搬送車：2
  - 連絡車：1
  - 防災活動車：1

## 沿革
- 1990年4月1日 – 消防本部及び消防署を設置。
- 1990年8月1日 – 多紀郡広域行政事務組合と消防総合応援協定を締結。
- 1992年10月1日 – 消防本部庁舎を新築移転。
- 1993年2月10日 – 消防署北出張所を新設。
- 1997年4月1日 – 高規格救急車を配備。

## 不祥事
- 2020年（令和2年）5月29日 - 男性消防士長（40代）が、4月15日に面識があった女児の体を触るなどしたとして、4月27日、川西警察署に強制わいせつ容疑で逮捕され、神戸地方検察庁伊丹支部は5月15日付で、男性消防士長を不起訴処分とした。消防本部は5月29日、男性消防士長を停職（6ヵ月）の懲戒処分にした。男性消防士長は同日付で依願退職[1]。